# 청주 성공회 성당
청주 성공회 성당(淸州 聖公會 聖堂)은 충청북도 청주시 상당구 수동에 있는 대한성공회의 한옥성당이다. 1935년에 건립된 청주지역 최초의 성공회 성당이다. 수동성당이라고도 한다. 1985년 12월 28일 충청북도의 유형문화재 제149호로 지정되었다.
당시 대한성공회 주교였던 세실 쿠퍼(한국이름 구세실) 주교에 의해 1935년에 완성되었다. 한옥성당이지만 유럽의 건축양식이 절충되어있고, 규모는 32칸이다. 대한성공회 유지재단에서 관리, 보존하고 있다. 성당 주변에는 충청북도청, 청주시청, 청원군청, 청주향교 등이 위치해 있다.

## 개요
청주시가 한눈에 내려다보이는 와우산 자락 작은 동산에 자리잡고 있는 교회로 1935년에 세워졌다.
건물은 낮은 기단 위에 주춧돌을 놓고 네모 기둥을 세웠다. 지붕은 옆모습이 여덟 팔(八)자 모양인 팔작지붕으로 한식기와를 얹었다. 벽체는 외벽을 벽돌과 콘크리트로, 내벽은 석회로 마감하였다. 초기 성공회 신부들의 토착화 의지를 잘 담아내고 있는 것으로 여겨진다.
이 건물은 겉으로 보기에는 한옥의 구조를 갖추면서 내부를 알맞게 변형시킨 절충적 형태로 지어진 성당건축의 하나로 평가받는다.

## 같이 보기
- 대한성공회
- 성공회 진천성당
- 강화성당

## 참고 자료
- 청주 성공회 성당 - 국가유산청 국가유산포털